# Maya Fernández Allende
Maya Alejandra Fernández Allende (Santiago del Cile, 27 settembre 1971) è una politica cilena. 
È Ministro della Difesa nazionale del Cile nel governo di Gabriel Boric dall'11 marzo 2022.
Membro della Camera dei deputati dal 2014 al 2018 come rappresentante del 21º distretto e dal 2018 al 2022 per il 10º distretto, Regione Metropolitana, ha presieduto la Camera dal marzo 2018 al marzo 2019

## Biografia
Nata nel 1971 a Santiago del Cile, è figlia del diplomatico cubano Luis Fernández Oña e del chirurgo Beatriz Allende Bussi. È la nipote più giovane dell'ex presidente Salvador Allende e la nipote della senatrice Isabel Allende Bussi. 
La sua famiglia dovette emigrare a Cuba a causa del colpo di Stato militare dell'11 settembre 1973, rimanendo sull'isola fino all'età di 21 anni. Tornò in Cile nel 1990, stabilendosi definitivamente nel 1992. Lo stesso anno entrò per studiare biologia all'Università del Cile. Successivamente ha anche studiato medicina veterinaria presso la stessa università e ha conseguito una laurea in entrambi i corsi.

## Vita privata
È sposata con Tomás Monsalve Egaña e ha due figli.